# Суецька затока
Суе́цька зато́ка (араб. خليج السويس) — затока, розташована в північній частині Червоного моря, відокремлює Синайський півострів Азії від Африки. Розташована в межах Єгипту.

## Геологія
На півночі Червоного моря, біля узбережжя Синайського півострова розташовано геологічний трійник, від нього на північний захід прямує Рифт Суецької затоки (що й утворює Суецьку затоку), на північний схід прямує Рифт Мертвого моря (Акабська затока), а на південь — Рифт Червоного моря (Червоне море). Суецька затока утворена порівняно молодим, але наразі не активним Рифтом Суецької затоки, що має вік приблизно 28 мільйонів років. Він прямує приблизно на 300 км на північний захід і затухає біля єгипетського міста Суец і входу в Суецький канал. При вході у затоку, розташовано нафтогазове родовище Гемса.
Осадовий басейн затоки складається з уламкових порід і карбонатів олігоцену й палеозою та уламкових порід й евапоритів міоцену та голоцену. У затоці знаходиться три нафтових родовища: Аль-Морган досліджене в 1964, Белаїм досліджене в 1955 роцы та Октябрське досліджене в 1977.

## Межі
Міжнародна гідрографічна організація встановила межі Суецької затоки:
- З півдня затока обмежена лінією що прямує від Рас-Мухаммад (27° 43' пн. ш.) до південної точки острова Шадуан і далі на захід по паралелі (27° 27' пн. ш.) до узбережжя Африки.

## Географія
Довжина затоки становить 325 км, при ширині від 25 до 55 км. Глибина становить до 80 м.
У північній частині затоки, на березі Суецької бухти, розташоване портове місто Суец, біля якого починається Суецький канал, який зв'язує Червоне море із Середземним.
У східній частині затоки розташована бухта Абу-Зеніма (29°02′ пн. ш. 33°08′ сх. д. / 29.033° пн. ш. 33.133° сх. д.). На березі розташовані місто та порт Абу-Зеніма.